# Psydrax rigidula
Psydrax rigidula är en måreväxtart som beskrevs av Sally T. Reynolds och Rodney John Francis Henderson. Psydrax rigidula ingår i släktet Psydrax och familjen måreväxter.
Artens utbredningsområde är Western Australia. Inga underarter finns listade i Catalogue of Life.